# SMS Helgoland
El schlachtschiff SMS Helgoland, cabeza de su clase, fue un acorazado tipo dreadnought de la Kaiserliche Marine. Su quilla fue puesta en grada el 11 de noviembre de 1908 en los astilleros Howaldtswerke de Kiel. El Helgoland fue botado el 25 de septiembre de 1909 y completado el 23 de agosto de 1911.

## Diseño

### Dimensiones y maquinaria
El Helgoland tenía una eslora de 167,20 m, una manga de 28,50 m, y un calado de 8,68 m para un desplazamiento estándar de 24 700 t y 22 808 t a plena carga; se propulsaba mediante 3 hélices accionadas por cuatro máquinas cilíndricas a vapor de triple expansión que producían 31 258 cv, lo que le permitía desarrollar una velocidad máxima de 20,8 nudos con una autonomía de 10 186 kilómetros a 10 nudos. Después de 1915 las calderas fueron modificadas para quemar derivados del petróleo; el barco podría transportar hasta 197 t de fueloil.
Los acorazados de la clase Helgoland fueron los últimos acorazados alemanes con máquinas de expansión a vapor. El Helgoland y sus gemelos, se distinguían de sus predecesores, la clase Nassau por tener tres chimeneas en comparación con la única de los buques anteriores, y por carecer de la grúa a mitad del buque. Tenía una tripulación de 1113 personas, de las que 42 eran oficiales.

### Armamento
El Helgoland estaba armado con una batería principal de doce cañones SK L/50 de 305 mm (12”), montados en seis torretas dobles en la misma configuración hexagonal que sus predecesores de la clase Nassau, con una torreta a proa, otra a popa, y cuatro en la zona central, colocadas dos por banda. La batería secundaria, compuesta por catorce cañones SK L/45 de 150 mm (5,9”), todos ellos montados en casamatas en el costado de la cubierta superior. Para defenderse contra los torpederos, llevaba catorce cañones SK L/45 de 88 mm (3,5”). Después de 1914, dos de los cañones de 88 mm fueron retirados y reemplazados por cañones antiaéreos de 88 mm antiaéreos en montajes simples a lo largo del buque. El Helgoland también estaba armado con seis tubos lanzatorpedos sumergidos de 500 mm (19,7"); uno estaba a proa, otro a popa y dos en cada costado.

### Blindaje
Su cinturón blindado principal tenía 300 milímetros (11,8 plg) de espesor en la ciudadela central y estaba compuesto por blindaje de acero cementado Krupp (KCA). Las torretas de su batería principal estaban protegidas por el mismo espesor de acero Krupp en todas las caras, así como las barbetas que sostenían las torretas. La cubierta del Helgoland tenía 63,5 milímetros (2,5 plg) de espesor en las áreas menos expuestas. El puente de mando tenía un espesor de 400 mm.

## Historial de servicio

### Primeros años

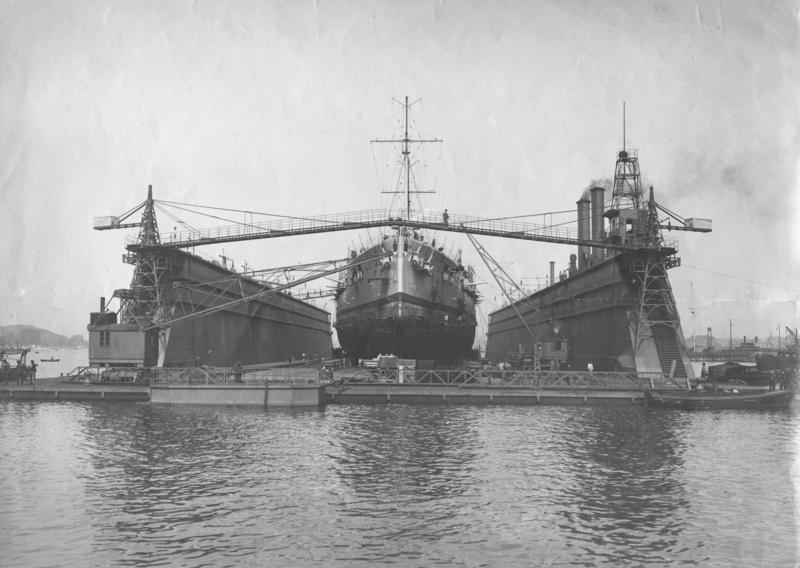
Construcción del SMS Helgoland con apoyo de diques flotantes en el astillero de Kiel

El Helgoland fue encargado por la Kaiserliche Marine con el nombre provisional de Ersatz Siegfried, como reemplazo del antiguo buque de defensa costera Siegfried. El contrato para el barco se adjudicó a la naviera Howaldtswerke en Kiel con el número de construcción 500. Los trabajos comenzaron el 24 de diciembre de 1908 con la colocación de la quilla y el barco fue botado menos de un año después, el 25 de septiembre de 1909. El acondicionamiento, incluida la finalización de la superestructura y la instalación del armamento, duró hasta agosto de 1911. El Helgoland, llamado así por las islas costeras consideradas vitales para la defensa del Canal de Kiel, fue comisionado en la Flota de Alta Mar el 23 de agosto de 1911, poco menos de tres años desde su puesta de quilla.
Tras su puesta en servicio, el Helgoland reemplazó al pre-dreadnought Hannover anterior al acorazado en el I Escuadrón de Batalla. El 9 de febrero de 1912, la tripulación del Helgoland batió el récord alemán de carga de carbón, llevando a bordo 1 100 toneladas de carbón en dos horas; el récord anterior lo ostentaba anteriormente la tripulación del acorazado Posen, de la clase Nassau. El káiser Guillermo II felicitó a la tripulación mediante una orden de su gabinete. En marzo se llevaron a cabo maniobras de entrenamiento de flotas en el Mar del Norte, seguidas de otra ronda de ejercicios en noviembre. La flota también entrenó en Skagerrak y Kattegat durante los ejercicios de noviembre. El año siguiente siguió un patrón de formación similar, aunque se instituyó un crucero de verano a Noruega.
El 10 de julio de 1914, el Helgoland abandonó el estuario del Jade para participar en el crucero anual de entrenamiento de verano a Noruega. La flota, junto con varios submarinos alemanes, se reunió en Skagen el 12 de julio para practicar ataques con torpederos, maniobras de barcos individuales y técnicas de reflectores. La flota llegó al fiordo de Sogn el 18 de julio, pero el Helgoland tuvo que esperar hasta pasada la medianoche para que un práctico del puerto la guiara hacia las aguas interiores del fiordo. El Helgoland se unió al Friedrich der Grosse, el crucero ligero Magdeburg y el yate Hohenzollern del Kaiser en Balholm. Ese mismo día, el Helgoland se hizo cargo de 1 250 toneladas de carbón de un buque carbonero noruego. A la mañana siguiente, su buque gemelo Oldenburg se unió al Helgoland y ambos barcos zarparon de regreso a Alemania, llegando en la mañana del 22 de julio. En la tarde del 1 de agosto, el capitán anunció a la tripulación que el Kaiser había ordenado a la marina prepararse para las inminentes hostilidades con la Armada rusa.

### Primera Guerra Mundial
Al comienzo de la Primera Guerra Mundial, el Helgoland fue asignado a la I División, I Escuadrón de Batalla, bajo el mando del capitán von Kameke, El Helgoland estaba estacionado frente a la isla fuertemente fortificada de Wangerooge el 9 de agosto. Allí también se colocaron campos minados y piquetes de cruceros, torpederos y submarinos para defender Wilhelmshaven. Los motores del Helgoland se mantuvieron encendidos durante todo su despliegue, para que estuviera listo para responder en cualquier momento. Cuatro días después, el 13 de agosto, el Helgoland regresó a Wilhelmshaven para repostar combustible. Al día siguiente, empezaron a llegar reservistas navales para completar los complementos de guerra de los acorazados alemanes.
La primera acción naval importante en el Mar del Norte, la batalla de la bahía de Heligoland, tuvo lugar el 28 de agosto de 1914. El Helgoland volvió a estar estacionado frente a Wangerooge. A pesar de su proximidad a la batalla, el Helgoland no fue enviado para ayudar a los asediados cruceros alemanes, ya que no podía arriesgarse a un ataque sin apoyo contra fuerzas británicas posiblemente superiores. En cambio, se ordenó al barco que echara anclas y esperara ayuda del Thüringen. A las 04:30, el Helgoland recibió la orden de unirse al Ostfriesland y salir del puerto. A las 05:00, los dos acorazados se encontraron con los maltrechos cruceros Frauenlob y Stettin. A las 07:30, los barcos habían regresado a puerto para pasar la noche. Tres días después, el 31 de agosto, el Helgoland fue puesto en dique seco para su mantenimiento. En la tarde del 7 de septiembre, el Helgoland y el resto de la Flota de Alta Mar realizaron un crucero de entrenamiento a la isla principal de Heligoland.

#### Bombardeo de Scarborough, Hartlepool y Whitby

Disposición de la Flota de Alta Mar alemana en la mañana del 16 de diciembre. El croquis muestra como los cruceros ligeros alemanes pasan entre las fuerzas de acorazados y cruceros de batalla británicos, mientras que los cruceros de batalla alemanes navegan hacia el noreste. Los acorazados alemanes se encuentran al este de los demás barcos.

La primera operación importante de la guerra en la que participó el Helgoland fue el bombardeo de Scarborough, Hartlepool y Whitby del 15 al 16 de diciembre de 1914. La incursión fue realizada por los cruceros de batalla del I Grupo de Exploración (I. Aufklärungsgruppe); el Helgoland y los demás acorazados de la Flota de Alta Mar navegaron en apoyo distante de los cruceros de batalla de Franz von Hipper. Friedrich von Ingenohl, el comandante de la Flota de Alta Mar, decidió establecerse en medio del Mar del Norte, a unas 130 millas al este de Scarborough.
La Royal Navy, que había recibido recientemente los libros de códigos alemanes capturados del crucero varado Magdeburg, estaba al tanto de que se estaba llevando a cabo una operación, pero no estaba segura de dónde atacarían los alemanes. Por lo tanto, el Almirantazgo ordenó al 1.er Escuadrón de Cruceros de batalla de David Beatty, a los seis acorazados del 2.º Escuadrón de Batalla y a varios cruceros y destructores interceptar a los cruceros de batalla alemanes. Sin embargo, el grupo de trabajo de Beatty casi chocó contra toda la Flota de Alta Mar. A las 06:20, la pantalla de radar del destructor de Beatty entró en contacto con el torpedero alemán SMS V155. Esto inició una batalla confusa de dos horas entre los destructores británicos y el crucero y el destructor alemanes, a menudo a muy corta distancia. En el momento del primer encuentro, los acorazados de la clase Helgoland estaban a menos de 10 millas náuticas (19 km; 12 mi) de los seis acorazados británicos; esto estaba casi dentro del alcance de tiro, pero en la oscuridad, nadie era consciente de la composición de las flotas enemigas. El almirante Ingenohl, consciente de la orden del Kaiser de no arriesgar la flota de batalla sin su aprobación expresa, concluyó que sus fuerzas se enfrentaban a la pantalla de toda la Gran Flota, por lo que, 10 minutos después del primer contacto, ordenó cambiar a rumbo sureste. Los continuos ataques británicos retrasaron el viraje, pero a las 06:42 ya se había llevado a cabo. Durante unos 40 minutos, las dos flotas navegaron en rumbo paralelo. A las 07:20 Ingenohl ordenó un nuevo viraje a puerto, lo que puso a sus barcos en ruta a la seguridad de las bases alemanas.
El 17 de enero, Ingenohl ordenó al Helgoland que regresara a los muelles para realizar más mantenimiento, pero no ingresó al dique seco hasta tres días después, debido a dificultades para atravesar las esclusas del canal. A mediados de mes, el Helgoland abandonó el muelle; siendo relevado en su atraque por el crucero acorazado SMS Roon. El 10 de febrero, el Helgoland y el resto del I Escuadrón zarparon de Wilhelmshaven hacia Cuxhaven, pero una densa niebla impidió el movimiento durante dos días. Luego, los barcos fondearon frente a Brunsbüttel antes de continuar a través del Canal de Kiel hasta Kiel. Las tripulaciones llevaron a cabo entrenamiento de artillería con los cañones principal y secundario y prácticas de disparo de torpedos el 1 de marzo. La noche siguiente, las tripulaciones realizaron entrenamientos de combate nocturno. El 10 de marzo, el escuadrón volvió a pasar por las esclusas para regresar a Wilhelmshaven. La niebla volvió a ralentizar el avance y los barcos no llegaron a puerto hasta el 15 de marzo.

#### Batalla del Golfo de Riga
El Helgoland, sus tres buques gemelos y los cuatro acorazados de la clase Nassau fueron asignados al grupo de trabajo que debía cubrir una incursión en el Golfo de Riga en agosto de 1915. La flotilla alemana, que estaba bajo el mando de Hipper, también incluía a los cruceros de batalla Von der Tann, Moltke y Seydlitz, varios cruceros ligeros, 32 destructores y 13 dragaminas. El plan requería barrer los canales en los campos minados rusos para poder eliminar la presencia naval rusa, que incluía al acorazado pre-dreadnought Slava. Luego, los alemanes colocarían sus propios campos minados para evitar que los barcos rusos regresaran al golfo. El Helgoland y la mayoría de los otros grandes barcos de la Flota de Alta Mar permanecieron fuera del golfo durante toda la operación. Los acorazados Nassau y Posen fueron destacados el 16 de agosto para escoltar a los dragaminas y destruir al Slava, aunque no lograron hundir el viejo acorazado. Después de tres días, los campos minados rusos fueron limpiados y la flotilla entró en el golfo el 19 de agosto, pero informes reportando submarinos aliados en la zona provocaron una retirada táctica alemana del golfo al día siguiente.

#### Batalla de Jutlandia
Durante la batalla, disparó 63 rondas de sus cañones de grueso calibre.
Bajo el mando del Capitán von Kameke, el Helgoland tomó parte activa en la Batalla de Jutlandia, junto a sus buques gemelos en el I Escuadrón de Batalla. Durante la mayor parte de la misma, el I Escuadrón de Batalla configuró el centro de la línea de batalla, detrás del III Escuadrón de Batalla del contralmirante Paul Behncke, seguido por los veteranos pre-dreadnought del II Escuadrón de Batalla del Contralmirante Mauve.
El Helgoland y el resto de su clase entraron en combate directo por primera vez poco después de las 18:00. La línea alemana navegaba hacia el norte y se encontró con los destructores Nomad y Nestor, que habían sido inutilizados anteriormente en la batalla. El Nomad, que había sido atacado por los barcos de clase Kaiser en cabeza de línea, explotó y se hundió a las 18:30, seguido cinco minutos más tarde por el Nestor, hundido por disparos principales y secundarios del Helgoland, Thüringen y otros acorazados alemanes. A las 19:20, el Helgoland y varios acorazados más comenzaron a disparar contra el HMS Warspite, que, junto con los otros acorazados clase Queen Elizabeth del 5.º Escuadrón de Batalla, había estado persiguiendo a la fuerza de cruceros de batalla alemanes. Sin embargo, los disparos cesaron rápidamente, ya que los alemanes perdieron de vista su objetivo; el Helgoland había disparado sólo unos 20 proyectiles con sus cañones principales.
A las 20:15, durante la tercera Gefechtskehrtwendung, el Helgoland fue alcanzado por un proyectil perforante de 15 pulgadas (38 cm), procedente del Barham o Valiant, a proa del buque. El proyectil impactó en el cinturón blindado a unos 0,8 m (32 pulgadas) por encima de la línea de flotación, donde el blindaje tenía sólo 15 cm de espesor. El proyectil de 15 pulgadas se rompió con el impacto, pero aun así logró abrir un boquete de 1,4 metros (4 pies 7 pulgadas) en el casco. El impacto provocó una lluvia de esquirlas sobre el cañón de 15 cm de babor de proa, aunque aún podía disparar. Aproximadamente 80 toneladas de agua entraron en el barco.
A las 23:30, la Flota de Alta Mar había entrado en su formación de crucero nocturno. El orden se había invertido en gran medida, con los cuatro barcos de la clase Nassau a la cabeza, seguidos directamente por la clase Helgoland, con las clases Kaiser y König a popa de ellos. La retaguardia fue nuevamente ocupada por los viejos pre-acorazados; ya con severamente dañados y dispersos cruceros de batalla alemanes. Alrededor de la medianoche del 1 de junio, los barcos de las clases Helgoland y Nassau en el centro de la línea alemana entraron en contacto con la 4.ª Flotilla de Destructores británica. La 4.ª Flotilla interrumpió la acción temporalmente para reagruparse, pero alrededor de la 01:00, sin saberlo, tropezó con los acorazados alemanes por segunda vez. El Helgoland y Oldenburg abrieron fuego contra los dos principales destructores británicos. El Helgoland disparó seis salvas con sus cañones secundarios contra el destructor Fortune antes de que sucumbiera al tremendo ataque. Poco después, el Helgoland desvió el fuego hacia un destructor no identificado; el Helgoland disparó cinco salvas con sus cañones de 15 cm a objetivos no identificados. Los destructores británicos lanzaron torpedos contra los barcos alemanes, pero éstos lograron evadirlos con éxito virando a estribor.
Tras el regreso a aguas alemanas, el Helgoland y el Thüringen, junto con los acorazados de la clase Nassau, Posen, Westfalen y el propio Nassau, tomaron posiciones defensivas en la rada de Jade para pasar la noche. Durante la batalla, el barco sufrió sólo daños menores; el Helgoland fue alcanzado por un solo proyectil de 15 pulgadas (381 mm), sufriendo daños mínimos. Sin embargo, fue necesario una reparación en dique seco para reparar el boquete en el blindaje del cinturón. Las tareas de reconstrucción finalizaron el 16 de junio. En el transcurso de la batalla, el Helgoland había disparado 63 proyectiles de la batería principal y 61 proyectiles con sus cañones de 150 mm.

### Últimos años
Después de la Batalla de Jutlandia, el almirante Reinhard Scheer argumentó que la flota no podía romper el bloqueo naval británico, que sólo la reanudación de la guerra submarina sin restricciones tendría éxito. Como resultado, la Flota de Alta Mar permaneció en gran medida en el puerto, con la excepción de dos salidas fallidas en agosto y octubre de 1916. En abril de 1917, el Helgoland embistió accidentalmente el nuevo crucero de batalla Hindenburg, que estaba en proceso de acondicionamiento, cuando abandonaba su puesto de atraque. En octubre de 1917, el Helgoland, en compañía del Oldenburg, fue a Amrum para recibir a los cruceros ligeros Brummer y Bremse, que regresaban de un ataque a un convoy británico en Noruega. El 27 de noviembre, el barco atravesó el canal Kaiser Wilhelm hacia el Báltico, pero no participó en la ocupación de las islas del golfo de Riga. Un tercer y último avance de la flota tuvo lugar en abril de 1918, pero se vio interrumpido cuando el crucero de batalla Moltke desarrolló problemas en el motor y tuvo que ser remolcado de regreso a puerto.
El Helgoland y sus tres buques gemelos debían haber participado en una acción final de la flota días antes de que el Armisticio entrara en vigor. La mayor parte de la Flota de Alta Mar debía haber zarpado de su base en Wilhelmshaven para enfrentarse a la Gran Flota británica; Scheer, ahora Gran Almirante (Großadmiral) de la flota, tenía la intención de infligir el mayor daño posible a la marina británica, con el fin de mantener una mejor posición negociadora para Alemania, a pesar de las bajas esperadas. Sin embargo, muchos de los marineros cansados de la guerra sintieron que la operación perturbaría el proceso de paz y prolongaría la guerra. En la mañana del 29 de octubre de 1918 se dio la orden de zarpar de Wilhelmshaven al día siguiente. A partir de la noche del 29 de octubre, los marineros del Thüringen y luego de varios otros acorazados se amotinaron.
A primera hora del día 30, la tripulación del Helgoland, que se encontraba directamente detrás del Thüringen en el puerto, se unió al motín. El comandante del I escuadrón envió barcos al Helgoland y al Thüringen para sacar a los oficiales de los barcos, a quienes se les permitió partir indemnes. Luego informó a las tripulaciones rebeldes que si no se retiraban, ambos barcos serían torpedeados. Después de que dos torpederos llegaran al lugar, ambos barcos se rindieron; sus tripulaciones fueron llevadas a tierra y encarceladas. Empero, la rebelión se extendió seguidamente a tierra; el 3 de noviembre, aproximadamente 20.000 marineros, trabajadores portuarios y civiles libraron una lucha en Kiel en un intento por conseguir la liberación de los amotinados encarcelados. El 5 de noviembre, la bandera roja de los socialistas ondeaba sobre todos los barcos capitales en Wilhelmshaven, excepto el König. Al día siguiente, un consejo de marineros tomó el control de la base y un tren que transportaba a los amotinados desde el Helgoland y el Thüringen fue detenido en Cuxhaven, de donde los hombres escaparon.
Del 21 al 22 de noviembre de 1918, el Helgoland navegó hacia Harwich para recuperar las tripulaciones de los submarinos que se habían rendido allí. Luego fue retirado del servicio activo el 16 de diciembre de 1918. El Helgoland y sus buques gemelos fueron retirados de la marina alemana el 5 de noviembre de 1919.
Según los términos del Tratado de Versalles de 1919, los cuatro acorazados clase Helgoland fueron desarmados y entregados como botín de guerra a los aliados como reemplazo de los barcos hundidos en Scapa Flow el 21 de julio de ese año.  El Helgoland fue entregado formalmente al Reino Unido el 5 de agosto de 1920. Fue desguazado en Morecambe al año siguiente, comenzando los trabajos el 3 de marzo de 1921. El escudo de armas del Helgoland se conserva actualmente en el Museo de Historia Militar de la Bundeswehr en Dresde.